# Mia Dyson
Mia Celeste Dyson (Victoria, 1981) è una cantautrice e polistrumentista australiana.

## Biografia
Mia Dyson ha pubblicato il suo primo album in studio, Cold Water, nel 2003, ed è stato promosso da esibizioni dal vivo a festival quali l'East Coast Blues & Roots Music Festival, West Coast Blues & Roots Festival, Falls Festival, Womadelaide, NXNE e l'Edinburgh Festival. Nel 2005 è uscito il suo secondo album Parking Lots e l'anno successivo si è esibita al Broad Festival, organizzato da Deborah Conway, con Melinda Schneider, Kate Miller-Heidke e Ella Hooper. Nel 2007 è entrata per la prima volta nella classifica australiana con Struck Down alla 74 posizione, seguito da The Moment nel 2012, arrivato alla numero 51. Nel 2013, con Liz Stringer e Jen Cloher, ha fondato il trio Dyson, Stringer & Cloher, realizzando un EP eponimo e cantando in oltre quaranta concerti in Australia. Cinque anni più tardi si sono riunite per pubblicare un album ed esibirsi nuovamente a livello nazionale.
Agli ARIA Music Awards la cantante ha ricevuto cinque candidature, vincendo un premio nel 2005 grazie a Parkings Lots.

## Discografia

### Album in studio
- 2003 – Cold Water
- 2005 – Parking Lots
- 2007 – Struck Down
- 2012 – The Moment
- 2014 – Idyllwild
- 2018 – If I Said Only So Far I Take It Back
- 2019 – Dyson, Stringer Cloher (accreditato alle Dyson, Stringer & Cloher)

### EP
- 2011 – You and Me
- 2013 – Dyson, Stringer & Cloher (accreditato alle Dyson, Stringer & Cloher)
- 2014 – Introducing Mia Dyson
- 2016 – Right There
- 2016 – Sings Leonard Cohen